# Sagrado
Sagrado (friuli nyelven: Segrât, szlovénül: Zagraj) település Olaszországban, Friuli-Venezia Giulia régióban, Gorizia megyében. Lakosainak száma 2166 fő (2023. január 1.). Sagrado Farra d'Isonzo, Gradisca d'Isonzo, Savogna d'Isonzo, Doberdò del Lago és Fogliano Redipuglia községekkel határos.

## Népesség
A település lakossága az elmúlt években az alábbi módon változott:

| 2018 | 2 183 |
| 2023 | 2 166 |